# Fredy Staub

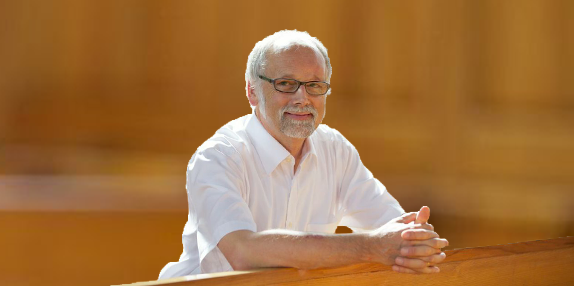
Fredy Staub (2021)

Fredy Staub (* 1952 in Richterswil) ist ein Schweizer reformierter Geistlicher und Publizist.

## Leben
Nach Abschluss seiner Lehre als Elektroniker war Fredy Staub in einem elektronischen Entwicklungslabor tätig. Daraufhin besuchte er die École supérieure de commerce de Neuchâtel. Schliesslich war er Verwaltungsratspräsident eines mittelgrossen Unternehmens der Elektronikbranche. 1976 besuchte er die Kirchlich-Theologische Schule Bern und ergriff das Studium der evangelischen Theologie an der Universität Bern, das er mit dem Staatsexamen abschloss. 1983 wurde es als Verbi Divini Minister der evangelisch-reformierten Kirche in Bern konsekriert. Daraufhin war er Dorfpfarrer in Jegenstorf (BE). Heute ist er freischaffender Pfarrer mit den Schwerpunkten Events, Lebensberatung und Autorentätigkeit. Er ist Vater von zwei erwachsenen Söhnen und lebt mit seiner Frau Liliane in der Nähe von Bern.

## Wirken
Einer breiten Öffentlichkeit bekannt wurde Fredy Staub durch seine ermutigende Einstellung zu befriedigender Sexualität. So veröffentlichte er 2001 die CD „Mehr Spass am Sex“. Später fand er Spass am Lachen und setzte sich dafür ein, dass auch in der Kirche mehr Humor Platz findet. 2004 machte er von sich reden, weil er in einigen seiner Gottesdiensten Geld verteilt statt Kollekten einsammelt. 2015 lud er 5 Exponenten aus dem Buddhismus, dem Hinduismus, dem Islam, dem Judentum und dem Christentum zu einer Informationsveranstaltung ein, um aus erster Hand zu hören und zu diskutieren, wie der Weg zu Gott aussehen kann. 2021 diskutierte er öffentlich mit Fachleuten der Psychologie/Psychiatrie, der Wirtschaft, der Theologie und des Atheismus über die Frage, inwiefern die Bibel ihre Bedeutung verloren hat.

## Bücher
- 99 gesunde Vitamin-B-Spritzer: Das gönn ich mir!. Engelsdorfer Verlag, Leipzig, 2021, ISBN 978-3-96940-154-5.
- Horoskope – Hilfe aus dem All? Astrologie – überraschende Entdeckungen und die Frage nach Gott. Brunnen-Verlag, Basel 2001, ISBN 3-7655-3687-3.
- Ich will mehr (als) Halloween. Lauras unglaubliche Geschichte. Edition VLM, Lahr 2002, ISBN 978-3-501-88331-0.
- Der Zufall – ein Schlüssel zum Glück. wie verblüffende Erfahrungen und rätselhafte Fügungen besser genutzt werden können. Brunnen-Verlag, Basel 2002, ISBN 3-7655-1265-6.
- Alles Gute für meine Gesundheit. Das Verwöhn- und Wellnessbuch. Verlag Johannis, Lahr 2003, ISBN 3-501-01480-5.
- Ich lebte mit Aliens. Die Geschichte von Sarahs Reisen zu den Ausserirdischen und dem Leben danach. Verlag Johannis, Lahr 2003, ISBN 3-501-88332-3.
- Mensch das tut gut! Enttäuschungen überwinden – Perspektiven gewinnen. Edition VLM, Lahr 2003, ISBN 3-88002-430-8.
- Glauben? Vergiss es! Warum Zweifeln sich lohnt. Kösel, München 2003, ISBN 3-466-36685-2; 2. Auflage. Engelsdorfer Verlag, Leipzig 2019, ISBN 978-3-96145-871-4.
- Kraft zur Veränderung. Power to change. Verlag Johannis, Lahr 2004, ISBN 3-501-11311-0.
- Trink dich stark. Den Strom des lebendigen Wassers erleben. Verlag Johannis, Lahr 2004, ISBN 3-501-11310-2.
- Ich habe Sehnsucht nach dir. Raum für das überraschend Gute. Verlag Johannis, Lahr 2004, ISBN 3-501-11312-9.
- Glücksfall Jesus. Wie mehr Glück und stärkere Zufriedenheit in Ihr Leben kommen. Brunnen-Verlag, Basel 2004, ISBN 3-7655-3774-8.
- Woran glauben Sie?. 4. Auflage. Verlag Profibooks, Castel San Pietro 2011, ISBN 978-3-909131-19-8.
- Krisen – Chancen für mein Leben. Einsicht gewinnen – Veränderung zulassen. Verlag Profibooks, Castel San Pietro 2011, ISBN 978-3-909131-18-1.
- So tut Weihnachten gut! Bei Kerzen mehr vom Herzen. 3. Auflage. Mosaicstones, Thun 2017, ISBN  978-3-906959-29-0.
- Osterfreude genießen! Jetzt glücklich leben statt nur Süßes geben 3. Auflage. Mosaicstones, Thun 2017, ISBN 978-3-906959-30-6.
- Die atemberaubende Fahrt ins große Glück. Mein Crash war meine Chance. 5. Auflage. Mosaicstones, Thun 2017, ISBN 978-3-906959-04-7.
- Energydrin(k). Sinnhaltiges Lebensgeschenk. Verlag Profibooks, Castel San Pietro 2006, ISBN 978-3-909131-15-0.
- Die Schweiz, das Kreuz und du. Verlag Profibooks, Castel San Pietro 2007, ISBN 978-3-909131-16-7.
- Reif für ein Wunder? Verlag Profibooks, Castel San Pietro 2014, ISBN 978-3-909131-17-4.
- Der Überlebenskünstler. Besser leben. Mosaicstones, Thun 2010, ISBN 978-3-906959-23-8.
- Gott fragt. Mosaicstones, Thun 2013, ISBN 978-3-906959-27-6.
- Sieben Wege zu Gott. Verlag Profibooks, Castel San Pietro 2015, ISBN 978-3-909131-14-3.
- Am Ende ist nicht Schluss. So wird es schöner und sinnvoller. Adonia, Brittnau 2016, ISBN 978-3-03783-121-2.
- Das Wichtigste für ein gutes Leben. Engelsdorfer Verlag, Leipzig, 2018, ISBN 978-3-96145-348-1
- Volltreffer für Dich. WeG Verlag, Eggersriet 2019, ISBN 978-3-906855-05-9
- Die 50-Minuten Kurz-Bibel. Engelsdorfer Verlag, Leipzig, 2020, ISBN 978-3-96145-952-0.

## CDs
- Gratulation – Wie man mehr aus sich macht, EAN 425-0-60533-013-2
- Welche Religion hat Gott? – Wie ich es sehe, ISBN 978-3-7655-0316-0
- Wie soll ich’s dir sagen?, ISBN 978-3-906959-12-2
- Life Balance, ISBN 3-7655-0599-4
- Ich brauche mehr Geld – Glücklicher und reicher werden, ISBN 3-7655-0440-8
- Aufschwung für Ihre Liebe, ISBN 3-7655-0568-4
- Lach dich glücklich, ISBN 3-7655-0567-6
- Mehr Spass am Sex
- Das neue Millennium – Was kommt auf  uns zu?, ISBN 3-320-00001-2